# 福本亜細亜
福本 亜細亜（ふくもと あじあ、1974年（昭和49年）2月14日 - ）は、東京都出身の実業家。元葛飾区議会議員、元文化放送コメンテーター。父親が経営する特別養護老人ホームの近くで、葬祭場を経営している。

## 人物
1974年（昭和49年）生まれ。日本大学第一高等学校を経て、東北福祉大学社会福祉学部卒業。
名前は、祖父が日本をアジアで一番の国にとの思いで命名した。少年時代より野球に親しみ、高校、大学と硬式野球部。大学では、全日本大学野球選手権大会で準優勝し、門倉健とは同級生。ポジションは内野手。大学卒業後、プロゴルファーを目指して渡米したが、力及ばず断念しすぐに帰国する。社会人野球デュプロに短期間所属した後、1996年（平成8年）に自民党衆議院議員平沢勝栄の私設秘書となり、2001年（平成13年）11月11日の葛飾区議会議員選挙に自民党公認で、2650票の36位の立候補者中最年少で当選。
2005年（平成17年）、国政を目指し、近未来研究会の政策委員となる。2007年（平成19年）、自民党公認候補として第21回参議院議員通常選挙に比例立候補（自民党名簿で最年少）し、54,618票を獲得したが、名簿順位33位（35名中）で落選。

### 私生活
2009年（平成21年）7月18日、女医でタレントの西川史子との婚約が西川の所属事務所を通じて発表された。2010年（平成22年）2月14日、ホテルオークラ東京（東京都港区）で挙式。媒酌人は桑田真澄が務めた。
2014年（平成26年）1月11日、西川史子との離婚成立が西川の所属事務所であるホリプロを通じて発表された。ホリプロによると、約1年前から離婚について考え始め、2013年11月から別居していたという。

## 出演
- 福本亜細亜の知っ得!情報（文化放送、大竹まこと 少年ラジオ内のコーナー、2004年10月2日 - 2007年3月31日）。